# Southborough (Massachusetts)
Southborough és una població dels Estats Units a l'estat de Massachusetts. Segons el cens del 2000 tenia 8.781 habitants.

## Demografia
Segons el cens del 2000, Southborough tenia 8.781 habitants, 2.952 habitatges, i 2.426 famílies. La densitat de població era de 239,6 habitants/km².
Dels 2.952 habitatges en un 47,5% hi vivien nens de menys de 18 anys, en un 73,9% hi vivien parelles casades, en un 6% dones solteres, i en un 17,8% no eren unitats familiars. En el 14% dels habitatges hi vivien persones soles el 5,5% de les quals corresponia a persones de 65 anys o més que vivien soles. El nombre mitjà de persones vivint en cada habitatge era de 2,97 i el nombre mitjà de persones que vivien en cada família era de 3,3.
Per edats la població es repartia de la següent manera: un 32,1% tenia menys de 18 anys, un 3,7% entre 18 i 24, un 32,2% entre 25 i 44, un 23,9% de 45 a 60 i un 8,1% 65 anys o més.
L'edat mediana era de 37 anys. Per cada 100 dones de 18 o més anys hi havia 95,2 homes.
La renda mediana per habitatge era de 102.986 $ i la renda mediana per família de 119.454$. Els homes tenien una renda mediana de 80.961 $ mentre que les dones 50.537$. La renda per capita de la població era de 44.310$. Entorn del 0,4% de les famílies i l'1,6% de la població estaven per davall del llindar de pobresa.